# Bernard Bilis
Pour les articles homonymes, voir Bilis.
 (février 2022).
Bernard Bilis, né le 29 janvier 1955, est un prestidigitateur français spécialisé dans la magie des cartes et la magie rapprochée. Il est le fils du comédien Teddy Bilis.

## Biographie
Bernard Bilis exerce le métier de croupier de 21 à 23 ans, puis se spécialise dans l'art de la magie. Élève de Georges Proust, il débute la magie grâce à son père comédien qui lui a enseigné quelques tours. Il participe à de nombreuses émissions de télévision : la première en 1972 On ne peut pas tout savoir puis Mi fugues mi raison, Droit de réponse et Grand public. Il devient populaire dans l'émission Coucou c'est nous ! pendant deux ans puis Coucou ! pendant quelques mois avec Christophe Dechavanne, et ensuite, avec Patrick Sébastien dans Le Plus Grand Cabaret du monde.
Il crée la première comédie magique en 1995 au théâtre de Dix Heures, un one-man-show d'une heure trente, où l'auteur interprète six personnages de sa famille à travers des sketchs mêlant l'humour et la magie.
Depuis 1999, Bernard Bilis est l'un des artistes récurrents de l'émission Le Plus Grand Cabaret du monde.
Il a également créé un spectacle pour le parc Astérix où son ancêtre le druide Bilix retrouve son ami de toujours le grand Panoramix.

## BilisMagic World
En 2012, Bernard Bilis se lance dans la transmission de son savoir sur internet en lançant une école de magie interactive. Ce projet lui est longtemps resté à cœur, sans oublier pour autant son grand rêve de fonder un jour une école à proprement parler.
Cet espace propose un certain nombre d'enseignements, de reportages et un espace d'échange pour aider les magiciens à communiquer sur leur art.

### Ouvrages
- 1978 : Close up French Style, Éditions Techniques du spectacles
- 1980 : French Pasteboards, publié par Mike Caveney's Magic Words, en anglais, 63 p.
- 1993 : Les Dessous du Strip, en collaboration avec Frédéric Lechon[réf. nécessaire]
- 2007 : La Magie pour les nuls, coécrit avec David Pogue, First Éditions, 421 p.
- + diverses notes de conférences

### VHS/DVD
- La Magie par les cartes no 1 - VHS 108 min (réédité en DVD)
- La Magie par les cartes no 2 - Le monde des tricheurs - VHS 45 min (réédité en DVD)
- La Magie par les cartes no 3 - A la découverte de nouveaux tours de cartes - VHS 65 min (réédité en DVD)
- La Magie par les cartes no 4 - Le jeu biseauté - VHS 75 min (réédité en DVD)
- La Magie par les cartes no 5 - VHS 75 min (réédité en DVD)
- La Magie par les cartes no 6 - Les cartes spéciales - VHS 120 min (Non réédité en DVD !)
- 100 % Bilis No 1 - HBM production, DVD env. 90 min
- 100 % Bilis No 2 - Arlequin production, DVD env. 55 min
- Les Tours automagiques - DVD
- Génération BILIS - 2 DVD, env. 4 h.
- La Magie par les Pièces no 1
- La Magie par les Pièces no 2
- Bernard Bilis, la magie des cartes, OID Magic, coffret pour enfant, avec 1 DVD.